# Entrave à l'exercice de la justice
L’entrave à l'exercice de la justice ou obstruction à la justice est un délit d'interférence dans le travail de policiers, magistrats ou tout autre agent dépositaire de l'autorité publique.
L'entrave à l'exercice de la justice commence lorsque la justice a déjà été saisie, sinon on parle d'entrave à la saisine de la justice. A contrario la cessation concertée de l'action de la justice ou grève des magistrats est interdite dans de nombreux pays.

## Par pays

### Canada
En droit pénal canadien, on distingue entre l'entrave au travail des policiers et l'entrave à la justice. L'entrave au travail des policiers peut se manifester de diverses façons, par exemple donner un faux nom, empêcher un policier de procéder à une arrestation, refuser de circuler à la suite d'une demande d'un policier ou résister à son arrestation, d'après l'organisme Éducaloi. L'entrave à la justice est commise lorsqu'une personne tente de détourner le cours de la justice, par exemple en dissuadant à une personne de témoigner ou en acceptant un pot-de-vin.

### France
En France, les entraves à l'exercice de la justice sont définies articles 434-7-1 à 434-23-1 du Code pénal (Livre IV, titre III, chapitre IV, Section 2 : « Des entraves à l'exercice de la justice »).
Il y est notamment précisé qu'un conducteur de véhicule ayant causé un accident ne saurait s'enfuir (art. 434-10, trois ans d'emprisonnement et 75 000 euros d'amende), qu'une personne connaissant la preuve de l'innocence d'une personne détenue ne peut s'abstenir d'en apporter le témoignage (art. 434-11, trois ans d'emprisonnement et 45 000 euros d'amende) ou encore que nul ne peut se soustraire à l'obligation de témoigner (art. 434-15-1, 3 750 euros d'amende). En outre, tout faux témoignage fait sous serment est puni de cinq ans d'emprisonnement et de 75 000 euros d'amende (art. 434-13).
Le délit d'entrave à la justice ne concerne pas que le simple citoyen, puisque le magistrat (art. 434-7-1 qui punit le déni de justice), l'interprète (art. 434-18) et tout agent dépositaire de l'autorité publique peuvent être incriminés d'entrave à la justice.

### Suisse
En droit suisse, l'« entrave à l'action pénale » est punie par l'article 305 du Code pénal.

### Autres pays
Le délit d'entrave à la justice existe également dans plusieurs autres pays :
- aux États-Unis (l'ancien président Bill Clinton avait ainsi été notamment accusé d'« obstruction à la justice » durant le déroulement de l'enquête au sujet de sa relation avec Monica Lewinsky).
- en Belgique[4].
- au Luxembourg[5].
- en Ouzbékistan[6].